# Hydriomena pitzensis
Hydriomena pitzensis är en fjärilsart som beskrevs av Karl Schawerda 1942. Hydriomena pitzensis ingår i släktet Hydriomena och familjen mätare. Inga underarter finns listade i Catalogue of Life.